# Aeropuerto de Essendon
El aeropuerto de Essendon se encuentra en Essendon, en el extraradio norte de Melbourne, Victoria, Australia, junto a la autopista de Tullamarine. Ocupa 305 ha y dista 13 km del centro de Melbourne y 7 km del aeropuerto de Melbourne.

## Historia
Los terrenos del aeropuerto se conocían como St. Johns por su antiguo propietario. El aeropuerto fue creado por la Commonwealth en 1921 como Aeródromo de Essendon.
Anteriormente había sido utilizado por el Aero Club Australiano con base en Punta Cook. El Aero Club permaneció en Essendon hasta finales de 1940, cuando se trasladó al aeropuerto de Moorabbin.
Originalmente con pistas de hierba, los primeros viajeros llegaron en diciembre de 1921.
En los años veinte del siglo XX llegaron los vuelos de aviación pionera de Charles Kingsford Smith que aterrizó el aeropuerto en varias ocasiones. En agosto de 1926 llegó el pionero de la aviación Alan Cobham aterrizando en el hidroavión de Havilland DH.50, tras un viaje desde Inglaterra hasta Australia.
El aeropuerto se amplió durante la década de 1930. Finalmente, la hierba se cambió por conglomerado asfáltico en 1946.
Durante los años 60 del siglo XX pasaron por las pistas de Essendon gran número de aviones como el Lockheed L-188 Electra; Vickers Viscount ; Fokker F27 amistad ; Douglas DC-3; DC-4  y DC-6; de Havilland Comet y desde 1964 se introdujeron Boeing 727 y Douglas DC-9.

### Aeropuerto de Melbourne (1950-1970)
Essendon llegó a ser el primer aeropuerto internacional de Melbourne en febrero de 1950 y segundo de Australia. Fue renombrado Aeropuerto de Melbourne, y el primer vuelo comercial internacional llegó de Nueva Zelanda un año más tarde. En la década de 1950 el aeropuerto de Essendon era ya demasiado pequeño para los aviones a reacción más grandes, como el Boeing 707. El aeropuerto estaba rodeado de viviendas y su expansión era imposible.
En 1959 el gabinete aprobó la adquisición de 2167 hectáreas en Tullamarine con el fin de construir el nuevo aeropuerto Internacional de Melbourne, que comenzó la construcción en la década de 1960 y se finalizó en 1967, aunque todavía sin acoger vuelos de pasajeros. Los vuelos comerciales internacionales fueron transferidos al nuevo aeropuerto en 1970 y los vuelos comerciales nacionales el año siguiente, quedando Essendon relegado a vuelos menores.
Las líneas aéreas principales de pasajeros, Ansett Airlines y Trans Australia Airlines, utilizaron Essendon en los años de la posguerra hasta que los servicios aéreos regulares fueron transferidos a Tullamarine.

### Desde 2000
En 2001, el Gobierno de la Commonwealth vendió sus derechos de administración para el aeropuerto a Edgelear PTY, un consorcio del grupo de transporte Linfox propiedad de magnate del transporte Lindsay Fox (que también es propietaria de Avalon aeropuerto) y el grupo de empresas Becton. Aviones para ejecutivos, corporativos y privados tienen base en este aeropuerto, junto con líneas aéreas regionales, así como varias escuelas de vuelo. El aeropuerto también proporciona instalaciones base de la Ambulancia aérea victoriana, el Servicio Real Flying Doctor y la Ala aérea de la Policía de Victoria.

### Remodelación
En 2007, el aeropuerto fue objeto de una remodelación bajo el plan de desarrollo de Essendon Fields. Se construyó una nueva carretera de acceso y salida desde la autopista Tullamarine para entrar en el recinto del aeropuerto desde el norte, además del acceso habitual por Matthews Avenue. 
El aeropuerto también ha experimentado una importante mejora con la instalación de iluminación y sistemas de señalización acordes a las normas International Civil Aviation Organization. Ahora hay señales de calle de rodaje, y la calle de rodaje y la iluminación de la pista han sido actualizadas con nuevas unidades. La iluminación de la pista es ahora de mediana intensidad en la pista 17/35 y actualizada a alta intensidad en la 08/26.

### Incidentes y accidentes
El 31 de enero de 1945, un Stinson modelo A fuertemente modificado registrado como VH-UYY, de nombre  Tokana, operado por Australian National Airways, partió del aeropuerto Essendon para el vuelo diario a Kerang. A bordo había ocho pasajeros y dos pilotos. Unos veinte minutos más tarde el avión se partió en el aire, muriendo todos. Los investigadores del accidente afirmaron el avión había sufrido fatiga de su ala izquierda. Este fue el primer siniestro de una aeronave debido a la fatiga del metal.

## Usuarios de aviación

### Líneas aéreas
- Alliance Airlines;fly-in fly-out; Brisbane; Orange, Mina Cerro prominente; Telfer
- Par-Avion | Griffith
- Punto Airlines | Isla Flinders, Portland, Warrnambool

### Otros operadores
- Royal Flying Doctor Service de Australia
- Ambulancia Victoria
- Policía de Victoria (aérea)